# Satyrium bicorne
Satyrium bicorne es una especie de orquídea endémica del sudoeste de la Provincia del Cabo. Es la especie tipo del género Satyrium.

## Descripción
Es una orquídea de pequeño a gran tamaño, que prefiere el clima fresco a frío. Tiene hábito terrestre, con dos hojas, casi basales que caen en el suelo y hojas a lo largo del tallo que florece en la primavera en una inflorescencia terminal, erecta, en forma de racimo con 4-30 flores con brácteas espectaculares que se pliegan hacia abajo para ver mejor a las flores.

## Distribución
Se encuentra en la provincia del Cabo de Sudáfrica en los montes de arena y en las praderas en los lugares abiertos o en las partes sombreadas a una altitud de 200 a 1200 metros.

## Sinonimia
- Orchis bicornis L. (basónimo)
- Satyrium cucullatum Sw.
- Diplectrum cucullatum (Sw.) Pers.
- Diplectrum cuculliflorum Salisb.[1]